# Soru (Azerbaigian)
Soru è un comune dell'Azerbaigian situato nel distretto di Lerik. Conta una popolazione di 1 238 abitanti.